# 楡罔
楡罔（ゆもう）は、第8代で最後の炎帝（紀元前2754年 - 紀元前2699年）、炎帝神農氏である。楡とも。曾祖父は帝哀（在位:紀元前2805年 - 紀元前2754年）。祖父は節莖。父は克。子は炎居。

## 伝説
楡罔の時代には既に支配力は無く、諸氏が争っている状況であった。そんな中、同姓で強勢であった蚩尤が背いたため、討伐しようとするも返り討ちに遭った。そのため、当時有力であった黄帝に頼み込み、炎黄連合軍で涿鹿の戦いで蚩尤を破った。しかし諸氏は、蚩尤を破ったのは黄帝と認識しており、諸氏は黄帝に従うようになった。その流れに抵抗しようとするも、黄帝は楡罔に臣従を求め、拒絶した楡罔は阪泉の戦いにて健闘虚しく敗北し、ここに炎帝神農氏は滅亡した。

## 年代特定
初代炎帝が紀元前3050年頃の人物であること、「楡罔元年は壬辰、在位55年」という記述により、紀元前2754年から紀元前2699年と算出できる。従って、阪泉の戦いも紀元前2699年となる。